# Paweł Golik
Paweł Zygmunt Golik (ur. 11 września 1970 w Warszawie) – polski genetyk, profesor nauk biologicznych, popularyzator nauki. 

## Życiorys
Paweł Golik w okresie szkolnym był stypendystą Krajowego Funduszu na rzecz Dzieci. Absolwent II Liceum Ogólnokształcącego im. Stefana Batorego w Warszawie (matura 1989). W 1989 rozpoczął studia biologiczne na Uniwersytecie Warszawskim, które ukończył w 1994. W 1999 doktoryzował się z nauk biologicznych we wspólnym projekcie pomiędzy UW a Centre de Génétique Moléculaire, C.N.R.S w Gif-sur-Yvette we Francji. Odbył staż w Center for Molecular Medicine Emory University w Atlancie (2000–2002). W 2009 habilitował się w dyscyplinie biologia, specjalność genetyka, na podstawie dorobku naukowego, w tym dzieła „Posttranskrypcyjna regulacja ekspresji genomu mitochondrialnego u drożdży Saccharomyces”. W 2012 uzyskał tytuł naukowy profesora.
Jego zainteresowania naukowe obejmują m.in. badania funkcji i ewolucji kodowanych jądrowo białek zaangażowanych w metabolizm RNA w mitochondriach, wykorzystanie drożdży do modelowania ludzkich chorób związanych z zaburzeniami jądrowej kontroli ekspresji genomu mitochondrialnego, paleogenomikę i genomikę porównawczą.
Zawodowo związany z macierzystym Wydziałem, gdzie jest dyrektorem Instytutu Genetyki i Biotechnologii. Wykładowca także na Wydziale „Artes Liberales” UW. Związany również z Instytutem Biochemii i Biofizyki Polskiej Akademii Nauk.
Współpracuje z artystami tworzącymi na pograniczu nauki i sztuki. Popularyzator nauki. Przewodniczący Rady Upowszechniania Nauki PAN w kadencji 2019–2022.
Deklaruje się jako ateista.

## Publikacje
Tłumaczenia
- Freeman Dyson: Początki życia. Paweł Golik (tłum.). Warszawa: Państwowy Instytut Wydawniczy, 1993, s. 103. ISBN 83-06-02345-5.
- Francis Crick: Szalona pogoń: W poszukiwaniu tajemnicy życia. Paweł Golik (tłum.). Gdańsk • Warszawa: Wydawnictwo Marabut • Oficyna Wydawnicza Volumen, 1996, s. 230. ISBN 83-06-02345-5.
- Ben Mephmam: Bioetyka: wprowadzenie dla studentów nauk biologicznych. Ewa Bartnik, Paweł Golik, Joanna Klimczyk, Paweł Łuków (tłum.). Warszawa: Wydawnictwo Naukowe PWN, 2008, s. 423. ISBN 978-83-01-15567-4.